# Ramses I.
Ramses I. war ein altägyptischer König (Pharao) und Begründer der 19. Dynastie (Neues Reich), der von 1291 v. Chr. bis 1290 v. Chr. regierte.

## Herkunft und Aufstieg
Wie sein Vorgänger Haremhab stammt auch Ramses I. aus den Reihen der militärischen Führer. Als politischer Ziehsohn des Haremhab, der selbst keine Kinder hatte, war er zunächst einfacher Offizier, dann Truppen- und Festungskommandant, später im Generalstab tätig. Schließlich wurde er Gesandter des Königs und General der Streitwagentruppe, bevor Haremhab ihn zum Wesir ernannte. In dieser Funktion wurde er Vertreter des Königs in Ober- und Unterägypten.
Die traditionelle Designation gemäß dem Festkalender fand unter Haremhab nicht statt. Der Titel „Königssohn des Haremhab“ mit dem Beinamen Neb-Henemmet wurde erst nach Haremhabs Tod auf die vorher schon existierenden Sarkophage von Ramses I. angebracht. Der eine fand sich in Theben, der andere in Gurob. Die besonderen Umstände der erst nachträglichen Anbringung des „Prinzentitels“ lassen erkennen, dass Ramses I. bis zu seiner Thronbesteigung davon ausgehen musste, in seiner Funktion als Wesir bestattet zu werden. Ramses I. berief sich in diesem Zusammenhang auf den Beschluss des Götterrates, ihn als Nachfolger von Haremhab zum neuen König der beiden Länder zu ernennen.
Sein Sohn Sethos I. verwies ergänzend auf die „verwahrlosten Umstände in Ägypten“, bevor sein Vater Ramses I. den Thron bestieg. Der offiziellen Ernennung als Nachfolger stand zudem offensichtlich die Praxis entgegen, dass nur leibliche Söhne vom noch amtierenden König als Nachfolger designiert und zur späteren Krönung öffentlich ausgerufen werden konnten. Damit zählte Ramses I., wie auch beispielsweise sein Vorgänger Haremhab oder Hatschepsut, zu den wenigen altägyptischen Königen, die nicht auf eine offizielle Designation verweisen konnten.

## Herrschaft

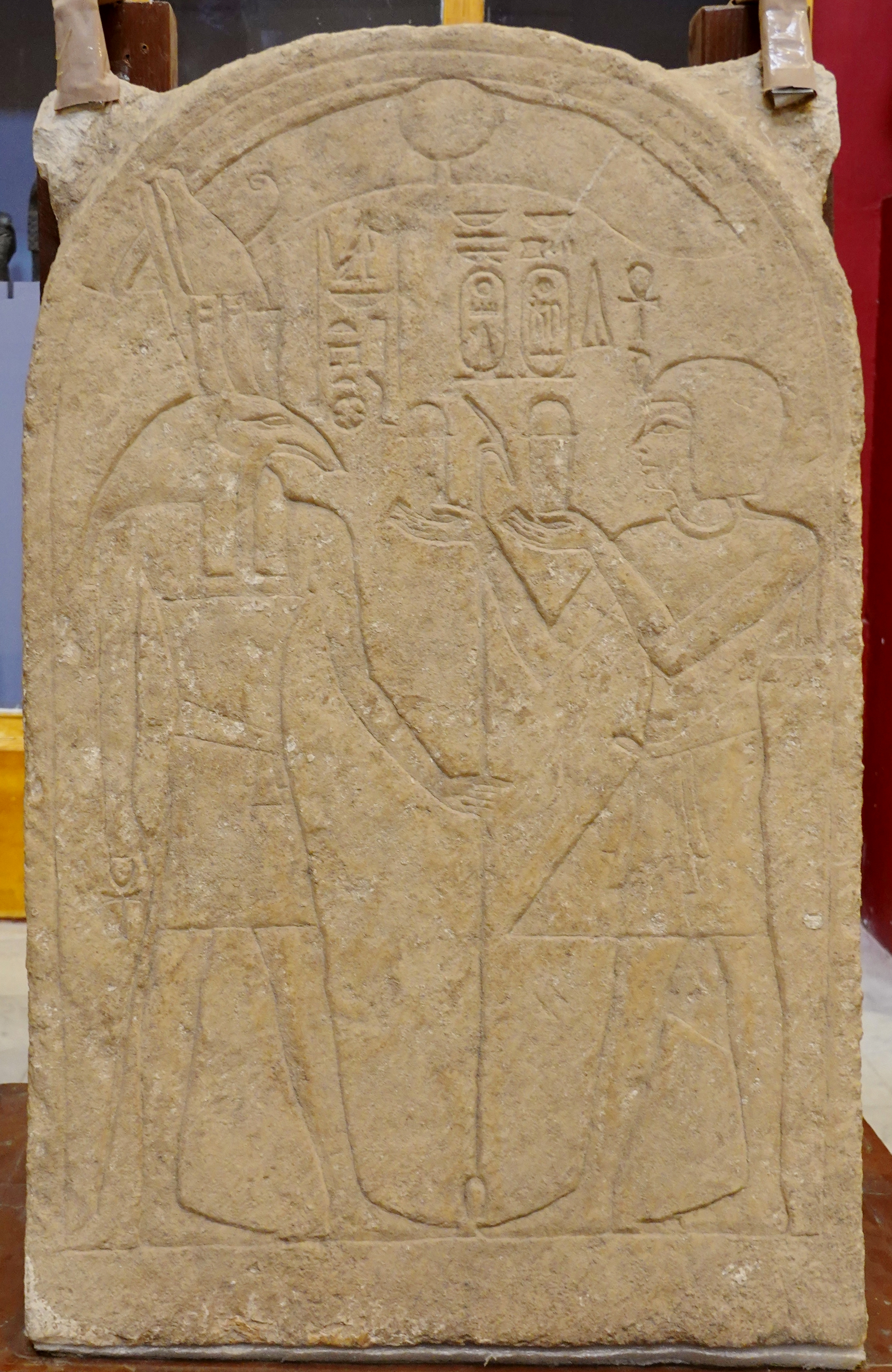
Stele Ramses’ I. vor Seth

Zu Beginn seiner Herrschaft war Ramses I. schon weit über 50 Jahre alt. Während seiner sehr kurzen, nur 16-monatigen Regierungszeit hinterließ Ramses I. nur eine einzige auf ihn datierbare Stele. Er festigte und stabilisierte den Amunglauben weiter und hinterließ nach seinem Tod einen geordneten Regierungsapparat mit loyalen Beamten.

### Strafexpedition
Sein Sohn Sethos I. unternahm als Kronprinz eine Strafexpedition nach Südpalästina; die Kriegsgefangenen wurden dem Tempel in Buhen gestiftet. Dieser Tempel wurde durch Ramses I. dem Amun-Min geweiht, wie die Stele aus Wadi Halfa berichtet.

### Bautätigkeit

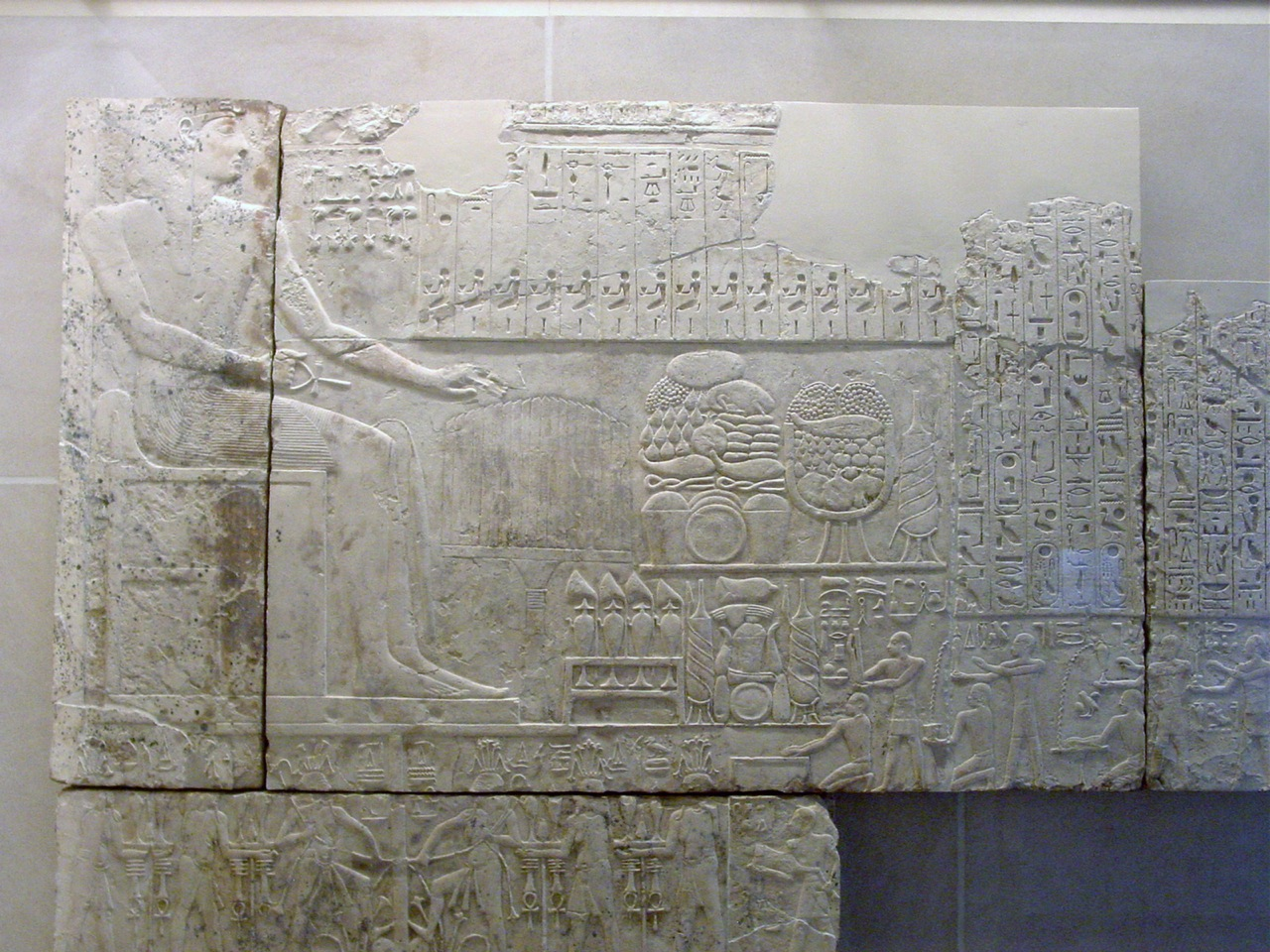
Relief aus Abydos

Die Bautätigkeit am Karnak-Tempel wurde fortgesetzt: Der 2. Pylon und der große Säulensaal wurde begonnen. Weitere Hinweise auf den König finden sich in Memphis und Heliopolis sowie den Tempeln von Sethos I. in Abydos und Qurna, wo dieser für seinen Vater Gedenkkapellen errichtete. Auch die bekannte Statue des Horus von Mesen zusammen mit Ramses I. stammt aus der Zeit des Sethos I.
Als König begann er mit dem Bau eines neuen Grabes im Tal der Könige (KV16), das vor allem wegen seiner gut erhaltenen und qualitätsvollen Wandmalereien, die Texte und Szenen aus dem Pfortenbuch darstellen, bekannt geworden ist.

## Sein Tod
Seine Grabanlage war noch nicht fertig, als der Pharao starb. So wurde die Mumie in einer als Grabkammer hergerichteten Vorkammer beigesetzt.

## Eberskalender und heliakischer Aufgang des Sirius
| Heliakischer Aufgang des Sirius im 1. Regierungsjahr von Ramses I. | Heliakischer Aufgang des Sirius im 1. Regierungsjahr von Ramses I. | Heliakischer Aufgang des Sirius im 1. Regierungsjahr von Ramses I. | Heliakischer Aufgang des Sirius im 1. Regierungsjahr von Ramses I. |
| Beobachtungsort                                                    | Ägyptisches Datum                                                  | Gregorianischer Kalender                                           | Mögliche Jahre                                                     |
| ------------------------------------------------------------------ | ------------------------------------------------------------------ | ------------------------------------------------------------------ | ------------------------------------------------------------------ |
| Memphis                                                            | 1. Thot                                                            | 5. Juli                                                            | 1315 bis 1314 v. Chr.                                              |
| Elephantine                                                        | 1. Thot                                                            | 29. Juni                                                           | 1292 bis 1291 v. Chr.                                              |

Der im Eberskalender von Amenophis I. genannte Zeitraum des heliakischen Aufganges von Sirius bestimmt in Fortführung der Kalenderdaten das Jahr der Regierungsübernahme von Ramses I., dessen Ansetzung unter anderem auch der Zuordnung von Jürgen von Beckerath entspricht.

## Odyssee der Mumie

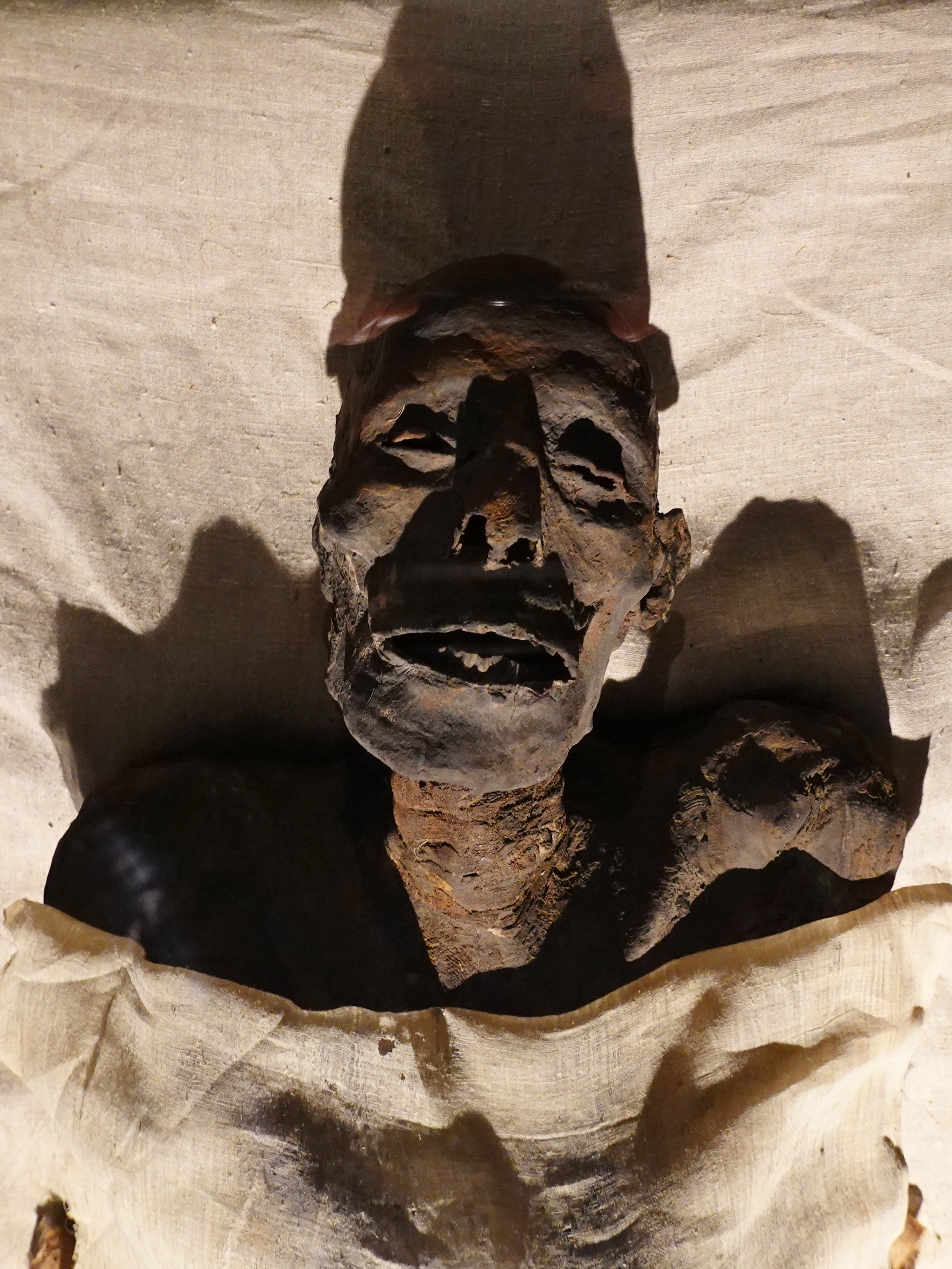
Aus Atlanta (USA) nach Ägypten zurückgeführte Mumie

Der Mumie des Königs widerfuhr eine wahre Odyssee. Bereits in der 21. Dynastie (unter Smendes I./Pinudjem I.) wurde sie zusammen mit der seines Enkels Ramses II. in das Grab des Sethos I. (KV17) gebracht, wohl als Schutz vor Grabräubern. Unter Siamun (21. Dynastie) erfolgte eine weitere Umbettung in die berühmte Cachette von Deir el-Bahari (DB/TT320). Nach der Entdeckung der Cachette verkaufte Abd el-Rassul die Mumie an einen Amerikaner. 1870 tauchte sie im Niagara Falls Museum auf und blieb dort bis 1999, dem Verkauf an das Michael C. Carlos Museum in Atlanta/USA. Nach langen Verhandlungen wurde sie 2003 dem Ägyptischen Museum Kairo zurückgegeben. Zahi Hawass identifizierte sie als Mumie des Ramses I., hauptsächlich auf Grund der Ähnlichkeit mit der des Sethos I. Zweifel über ihre Identität sind angebracht, solange keine DNA-Analyse durchgeführt wurde. Am 9. März 2004 fand sie ihre (vorläufig) letzte Ruhestätte im Luxor-Museum, zusammen mit der des Ahmose, dem Begründer der 18. Dynastie.

## Dokumentationen
- Geheimnisvolle Mumien (2/3). (u. a. über die Mumie von Ramses I.) TV-Dokumentation in HD von Jess Reid, Joseph Cunningham, Christopher Puttock, GB 2020, deutsche Synchronfassung D 2020 auf [arte].